# Metro w Charkowie

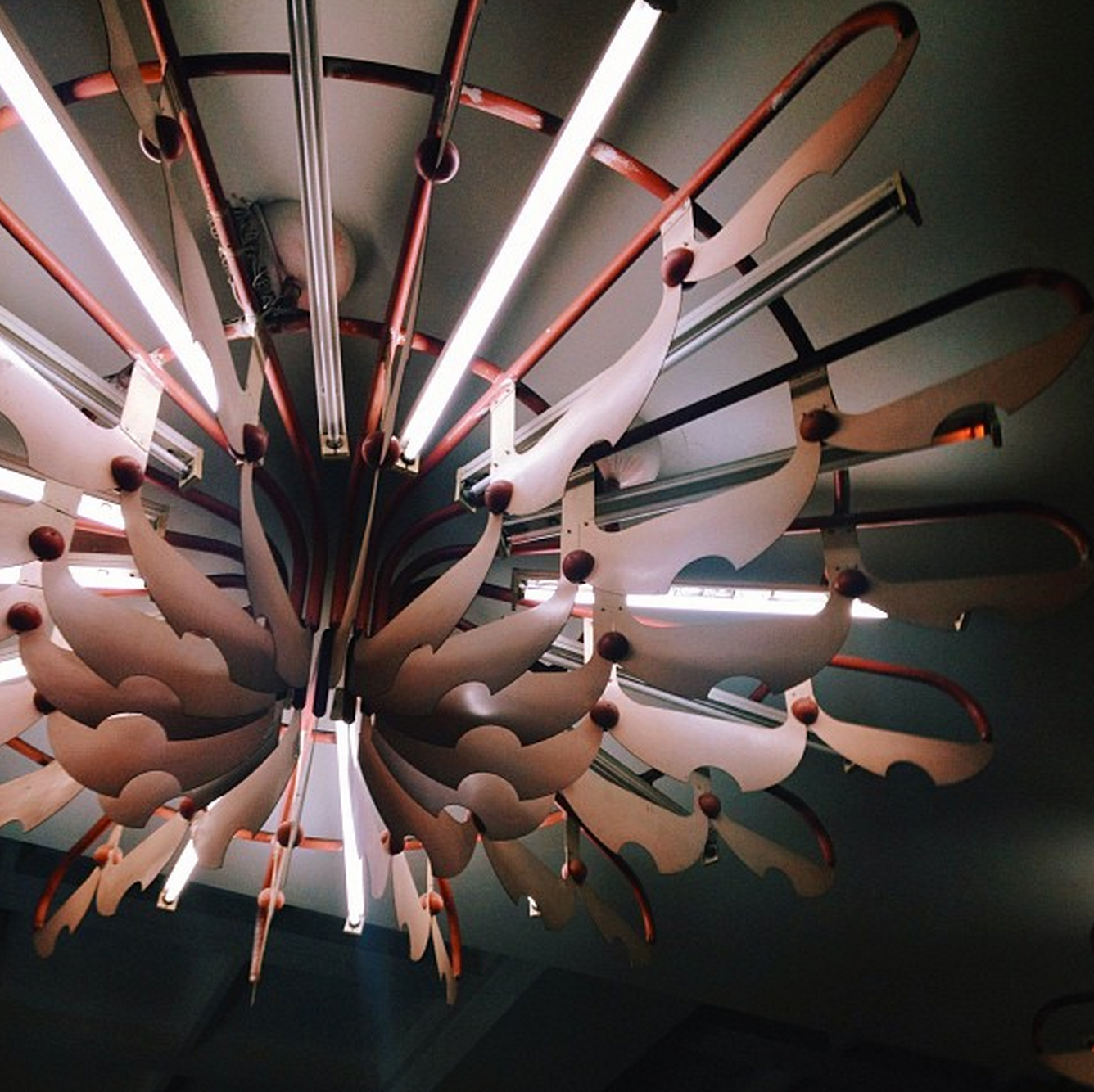
Oprawa oświetleniowa na stacji Architektora Biekietowa

Metro w Charkowie (ukr. Харківський метрополітен, Charkiwskij metropoliten) – system kolei podziemnej w Charkowie na Ukrainie. Druga po metrze w Kijowie pod względem liczby stacji i długości miejska kolej podziemna Ukrainy. Podczas otwarcia 23 sierpnia 1975 roku była to szósta kolej podziemna ZSRR. Metro posiada trzy linie, które tworzą razem 38,7 km trasy w skład której wchodzi 30 stacji. W 2018 roku kolej obsłużyła 223 milionów pasażerów.

## Stacje metra

### Przykładowe stacje metra

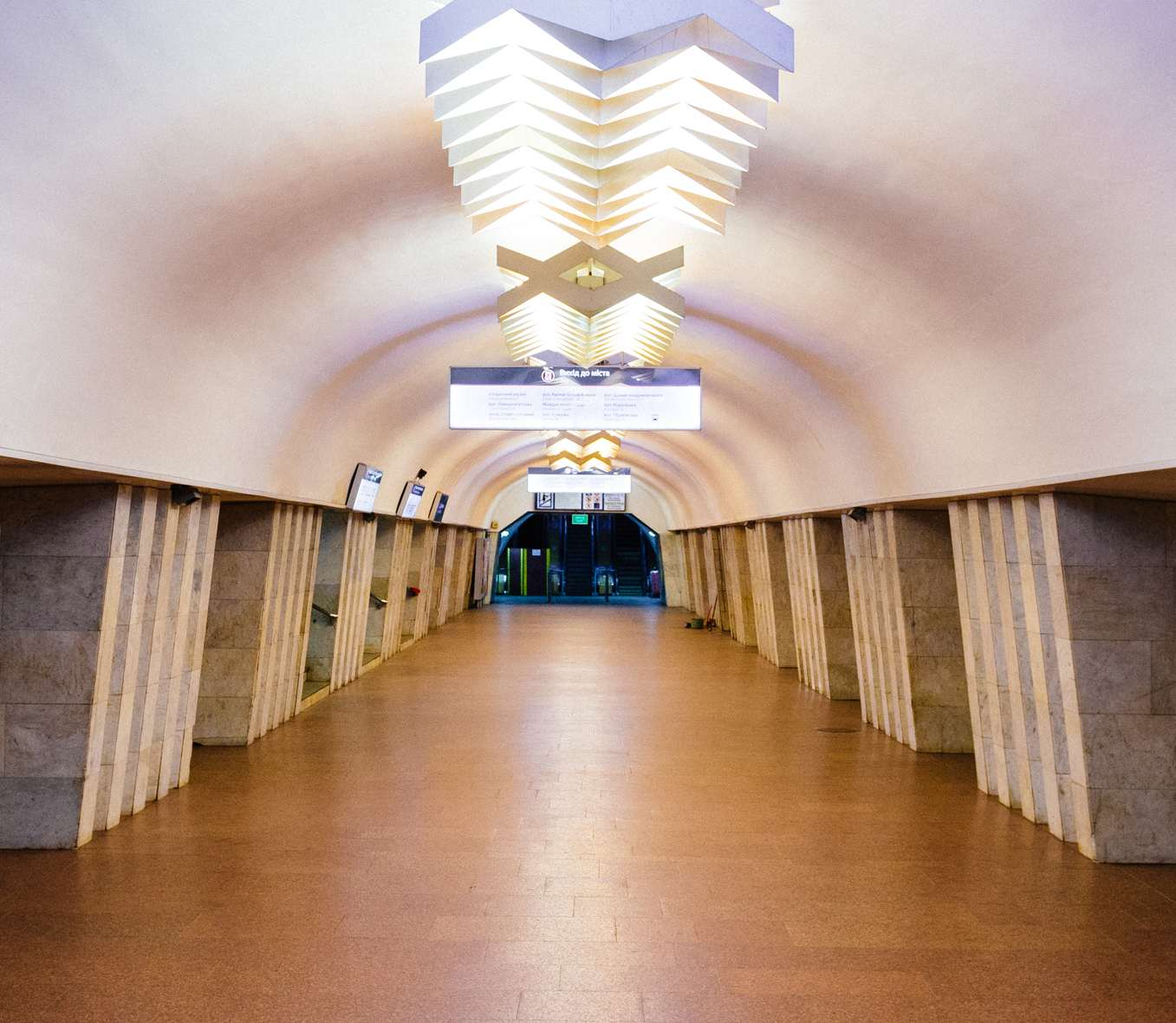
Majdan Konstytucji
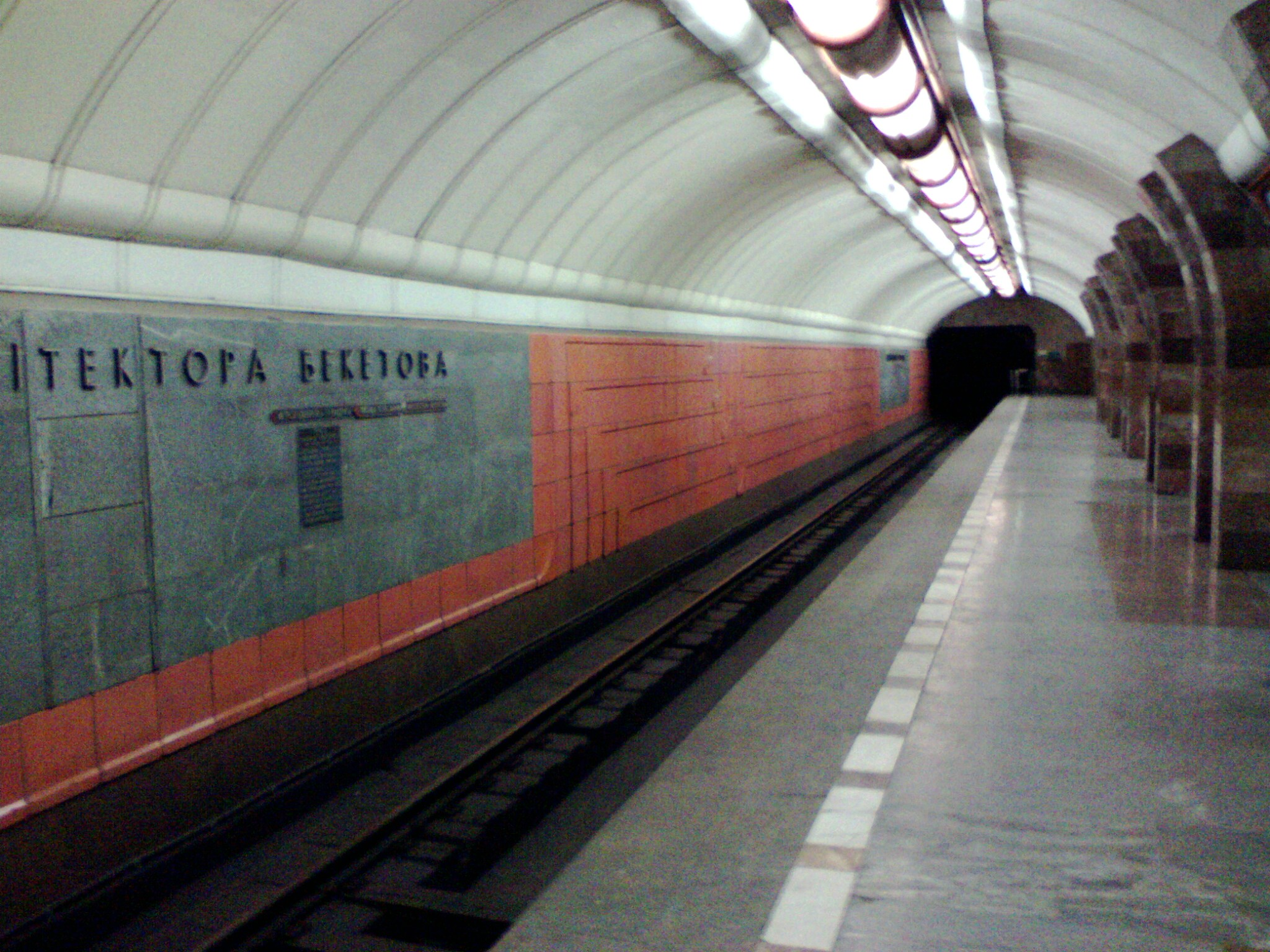
Architektora Biekietowa
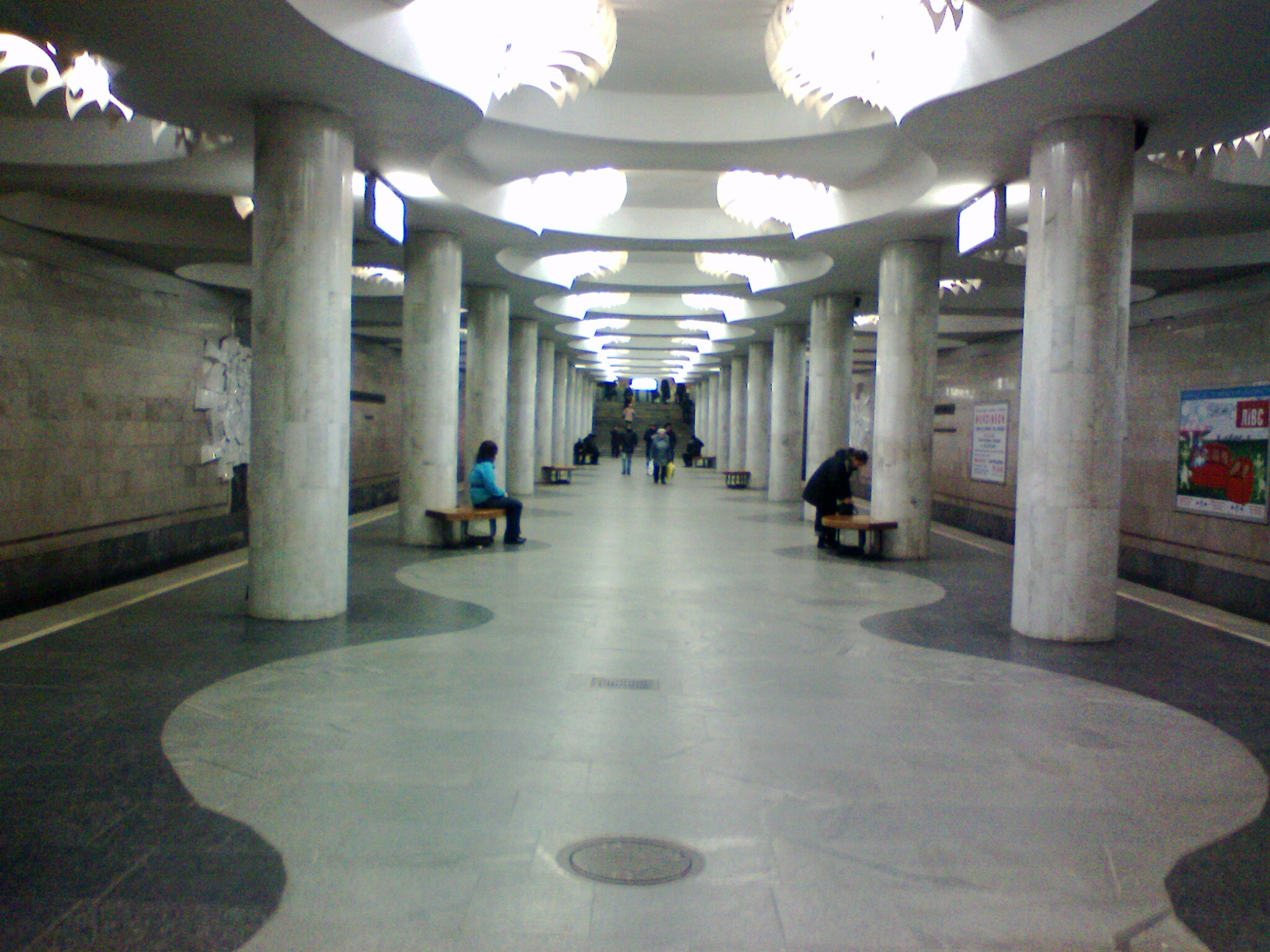
Studentśka
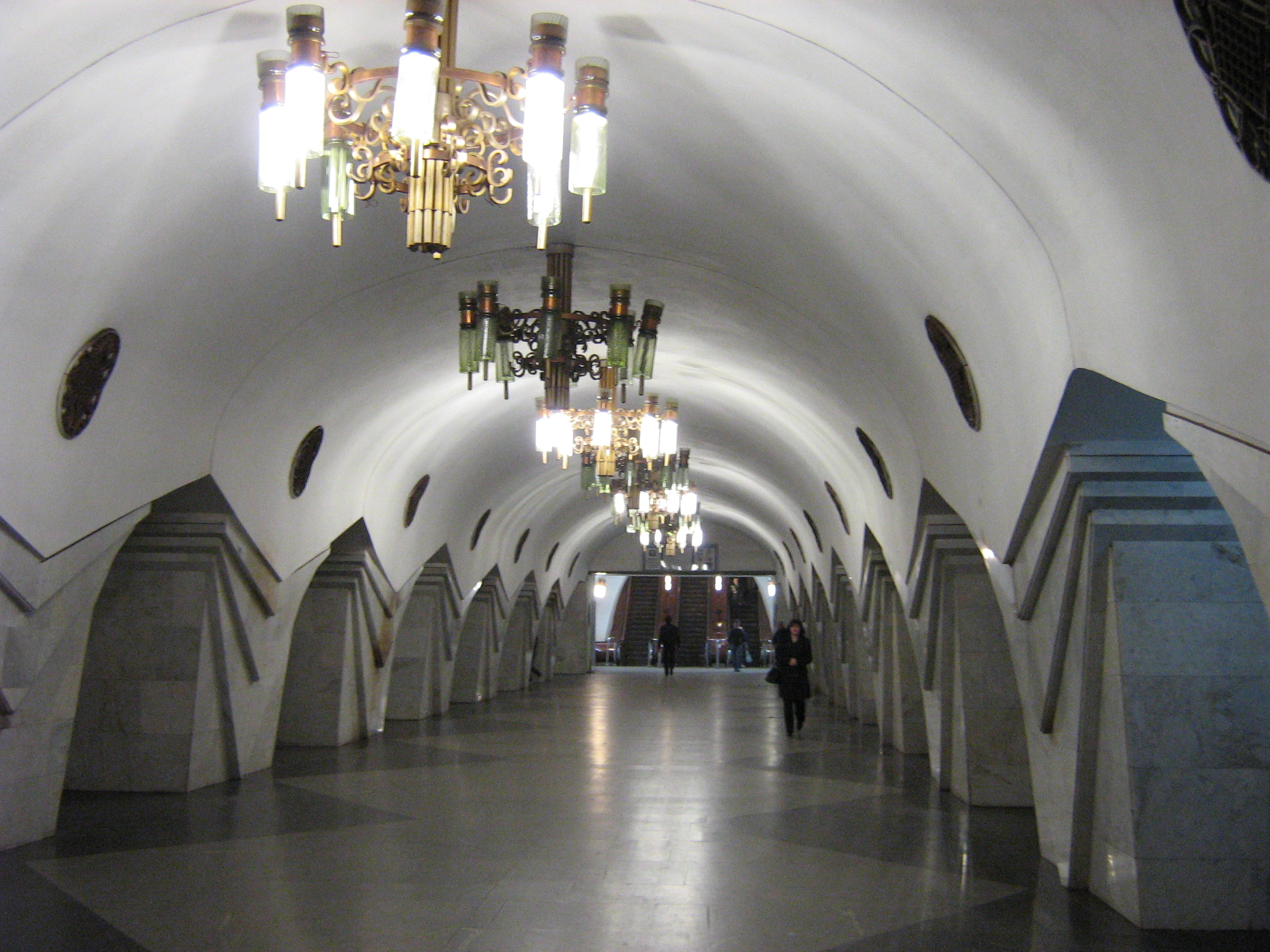
Jarosława Mądrego
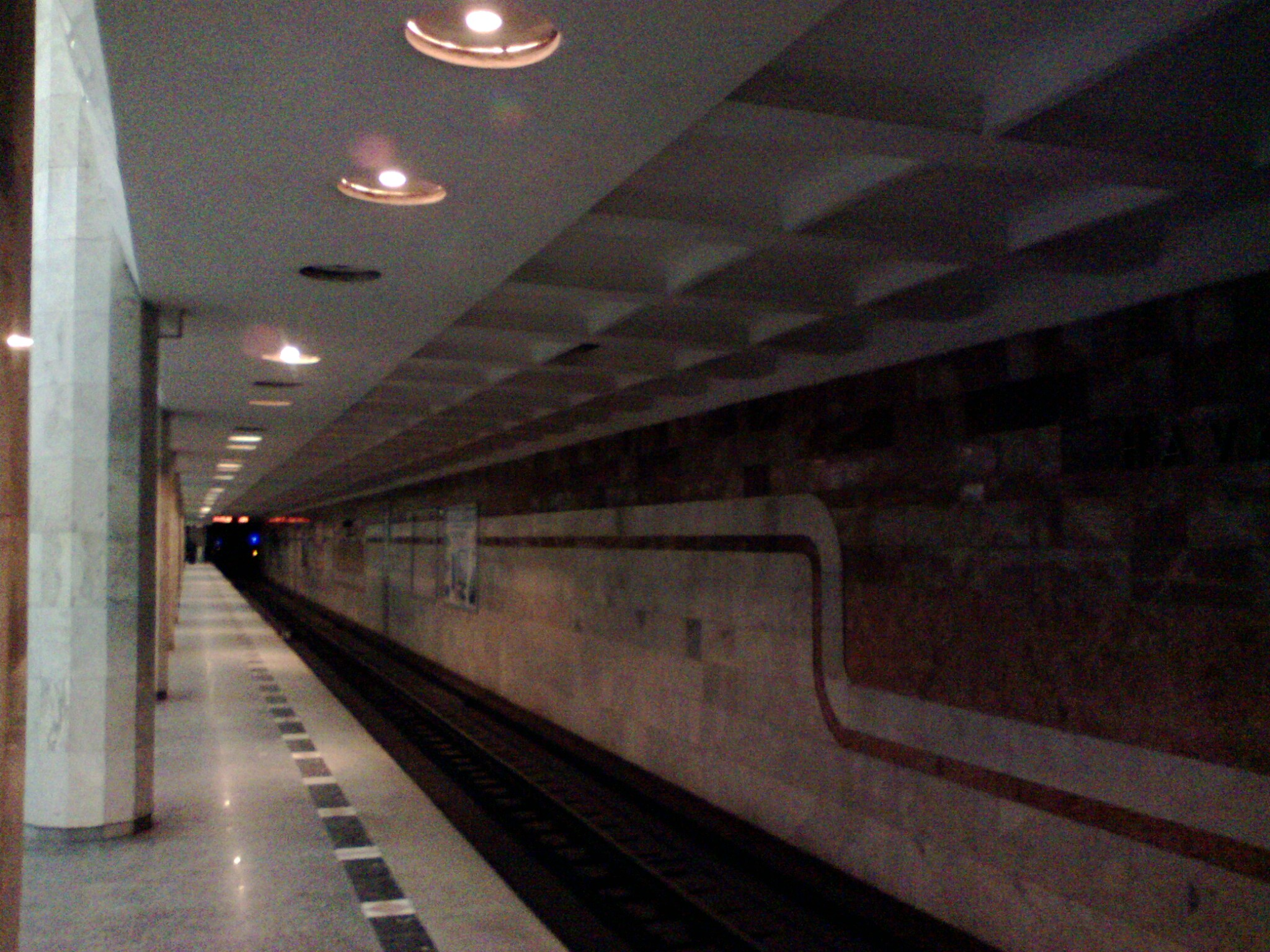
Naukowa
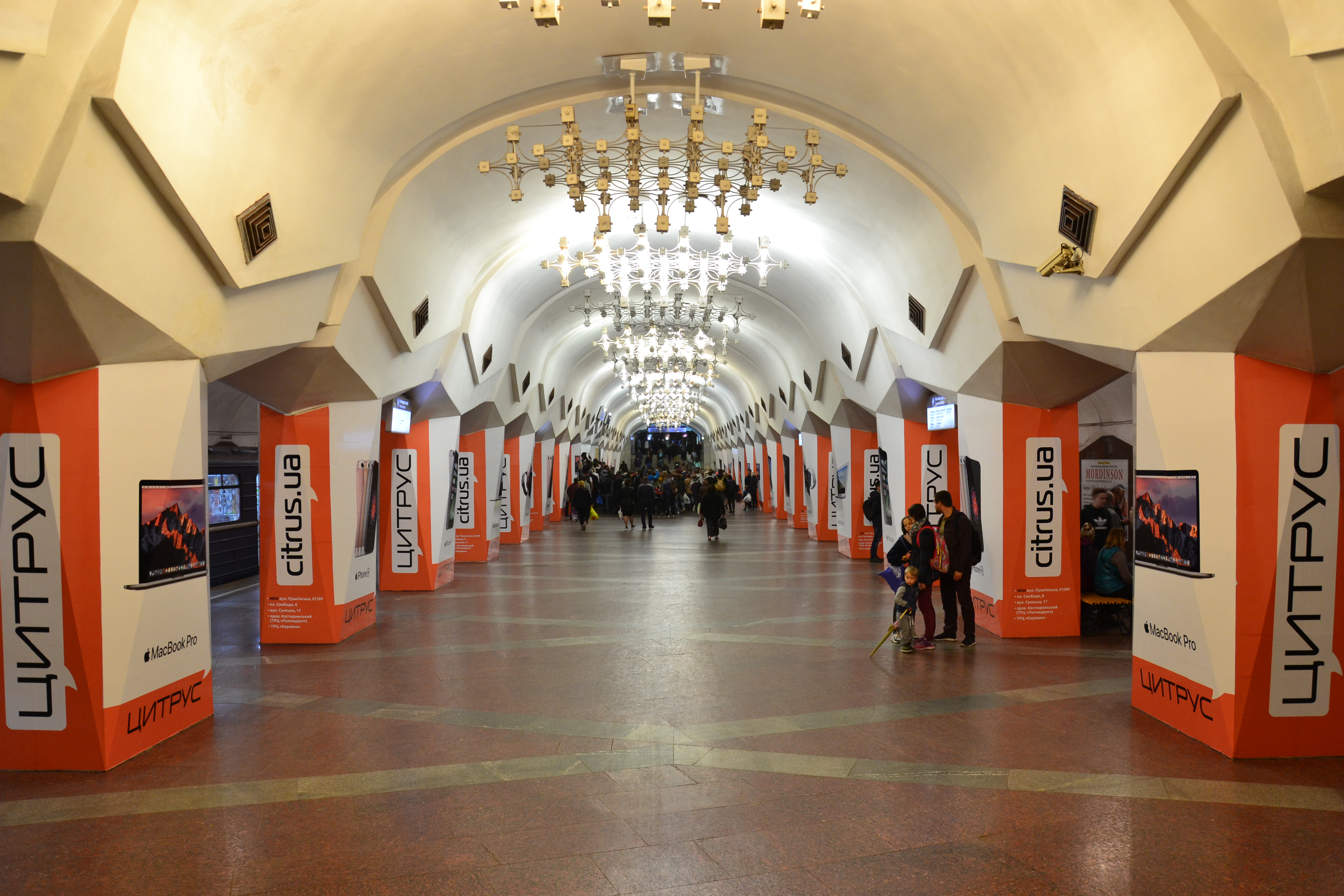
Istorycznyj muzej

## Historia

### Plany i budowa

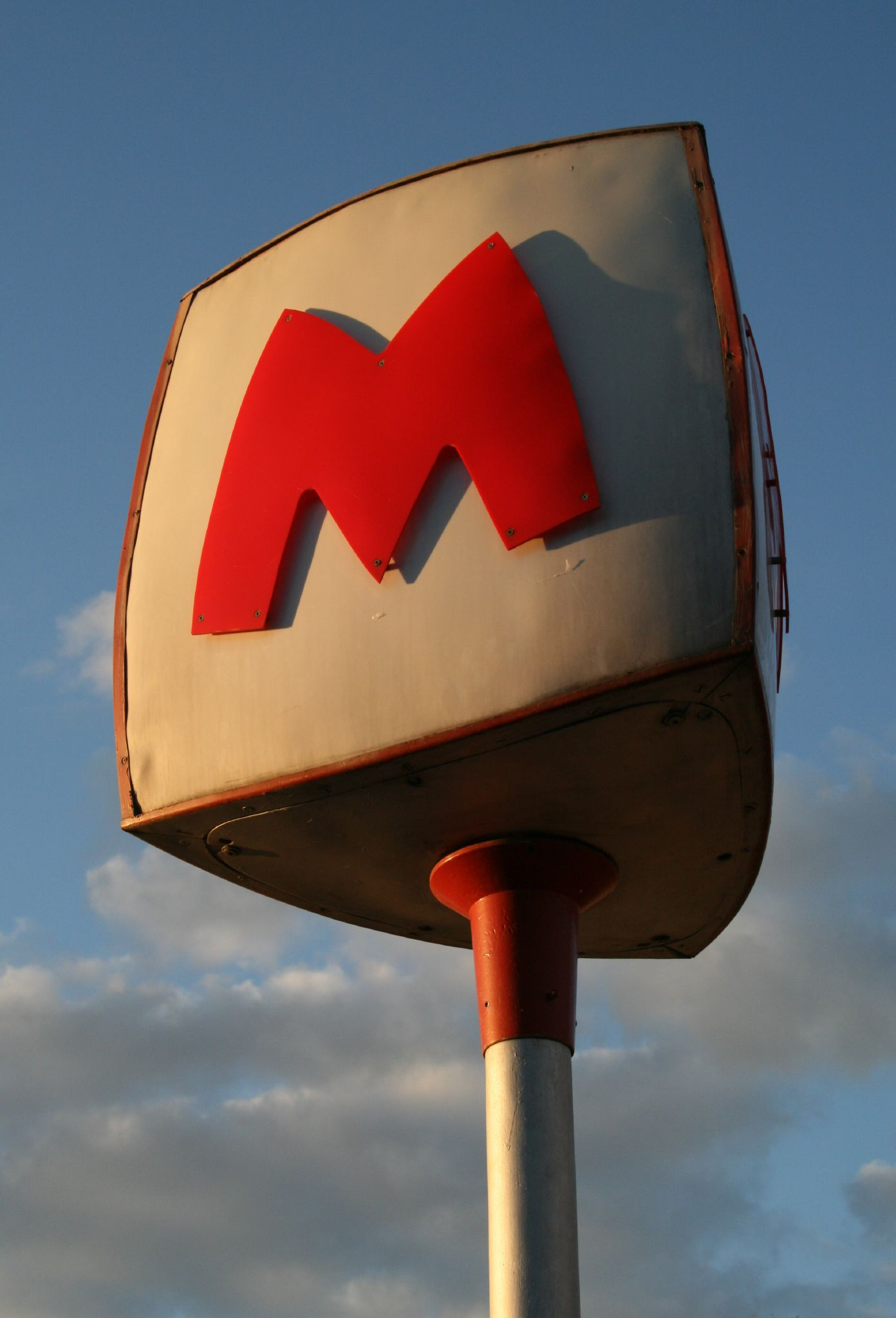
Znak charkowskiego metra znajdujący się nad wejściem

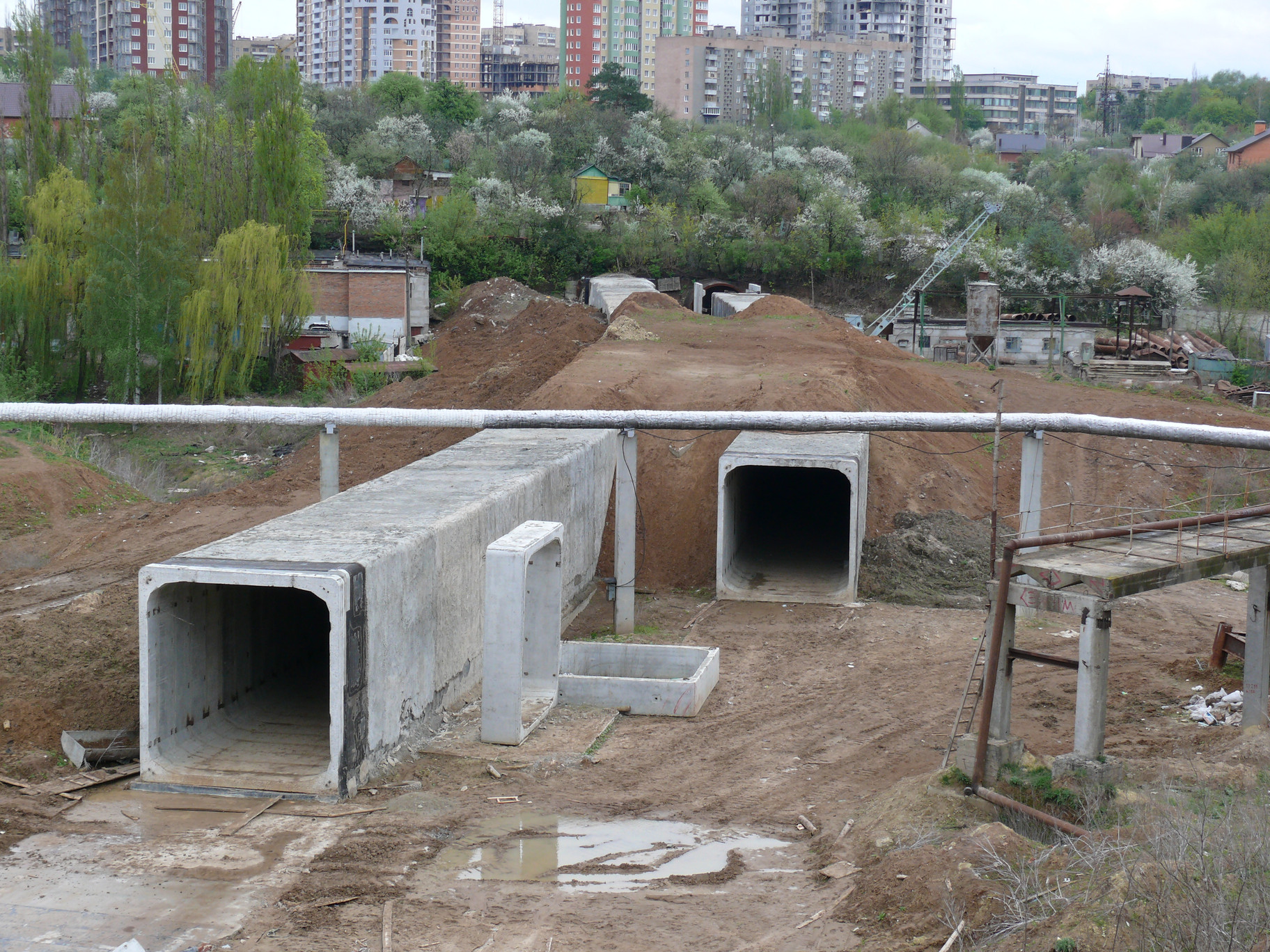
Budowa metodą odkrywkową tunelu łączącego stacje 23 Serpnia z otwartą 21 grudnia 2010 roku Ołeksijiwśką. Widok z Ołeksijiwki na Połe Pawłowa

Pierwsze plany metra powstały gdy Charków był stolicą Ukraińskiej Socjalistycznej Republiki Radzieckiej. Jednak z powodu przeniesienia stolicy do Kijowa w 1934 roku oraz zniszczeń doświadczonych przez II Wojnę Światową plany te zostały odrzucone. W latach sześćdziesiątych XX wieku, środek transportu Charkowa stawał się coraz bardziej przeciążony. Władze Związku Radzieckiego zadecydowały o powstaniu metra w tymże mieście. Budowa metra rozpoczęła się w 1968 roku. Charkowska kolej w ZSRR nosiła nazwę imienia Włodzimierza Lenina.
Siedem lat później, 23 sierpnia 1975, pierwsze osiem stacji linii Chołodnohirśko-Zawodśkiej zostało oddanych do użytku. 11 sierpnia 1984 roku uruchomiona została linia Sałtiwśka. Dziewięć lat później, 6 maja 1995 roku, wprowadzona została linia Ołeksijiwśka.

### Opłaty za przejazd

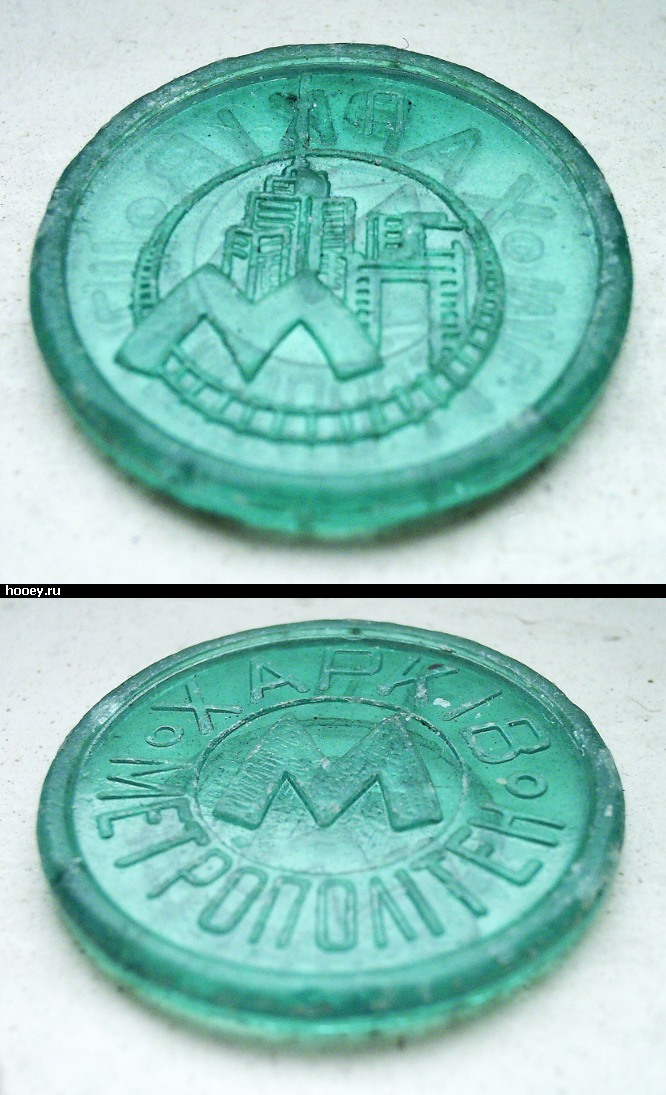
Żetony charkowskiego metra

Od początku funkcjonowania metra formą opłaty były żetony. 26 października 2011 roku Komitet wykonawczy Rady Miasta Charków postanowił anulować tokeny w metrze w przeciągu dwóch miesięcy. Zaplanowane zostało zastąpienie tokenów papierowymi biletami z kodami kreskowymi oraz zainstalowanie nowych maszyn do sprzedaży papierowych biletów i stopniowe wycofywanie tokenów z obiegu. Początkowo tokeny miały zostać wycofane z obiegu 1 września 2012 roku. Biorąc jednak pod uwagę liczne apele obywateli, okres ten został przełożony na 1 października 2012 r., a następnie na 10 października. 1 października rozpoczęto demontowanie sprzętu akceptującego żetony. Demontaż zajął 10–15 dni. Tym samym metro w Charkowie zajęło czwarte miejsce jako miasto postradzieckie z metrem (po Moskwie, Tbilisi i Baku), które zaprzestało korzystania z żetonów. Aby móc skorzystać z metra pasażer musi użyć jednorazowego biletu bądź karty. Cena biletu jest niezależna od przejechanego dystansu bądź czasu spędzonego na przejeździe. Jednorazowy bilet kosztuje 8 hrywien.

## Linie

### Linie i spis stacji

Schemat pokazujący rozbudowę metra w latach 1975–2010 w języku rosyjskim

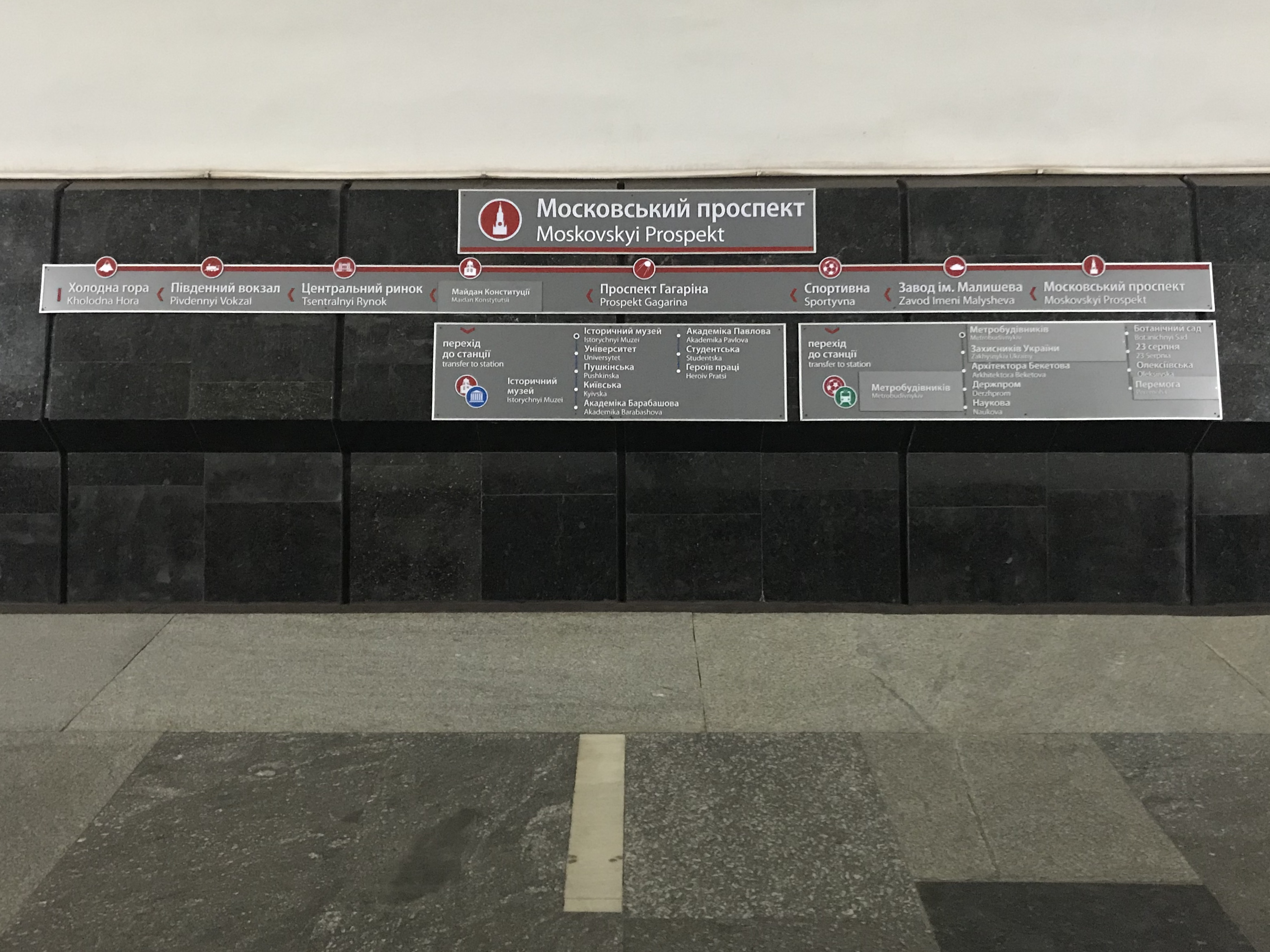
Plansza z planem linii Chołodnohirśko-Zawodśkiej umieszczona nad torem na stacji Moskowskij Prospekt, dziś Turboatom

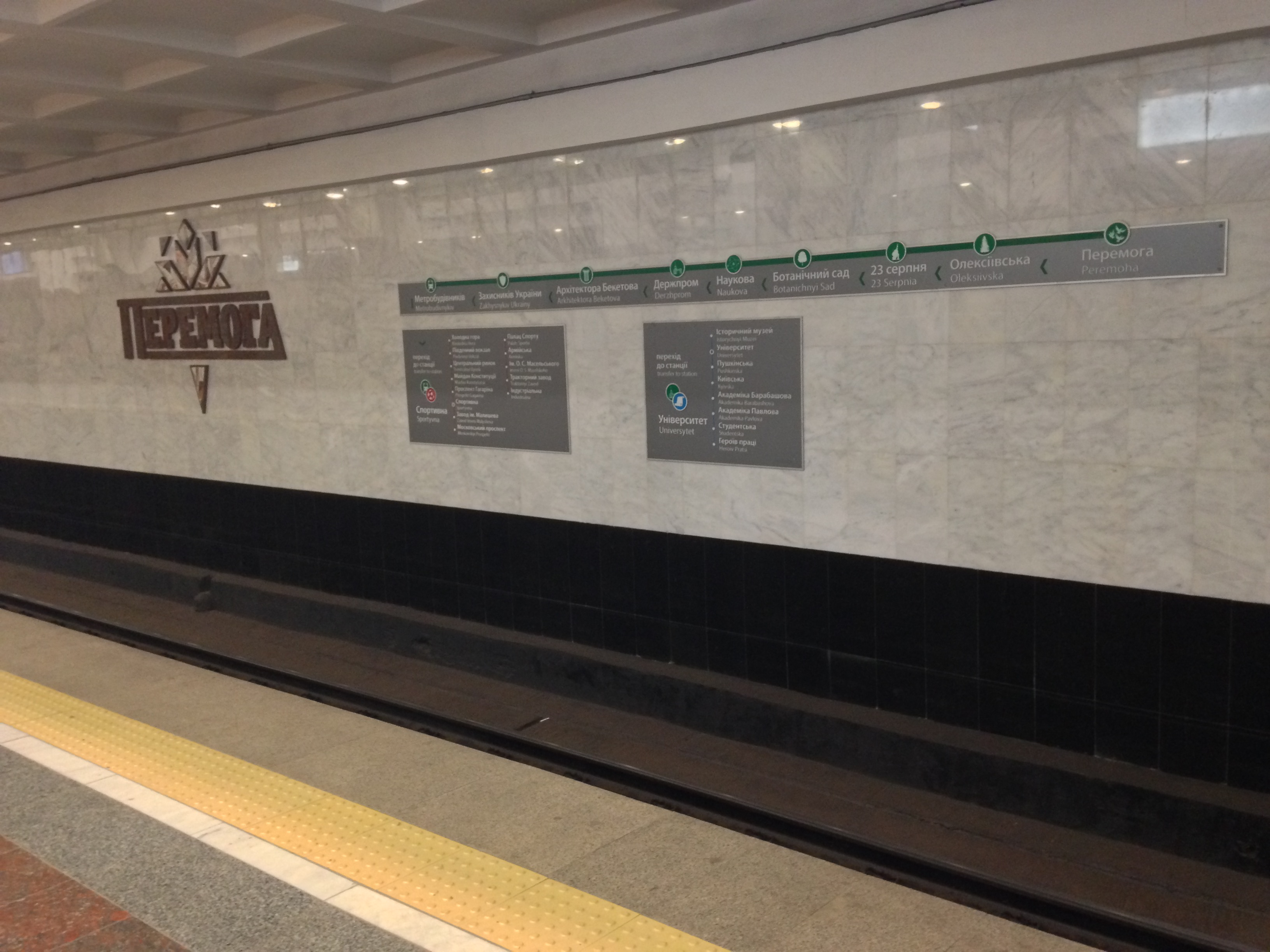
Plansza z planem linii Ołeksijiwśkiej znajdująca się na stacji Peremoha

| # | Nazwa linii                                             | Otwarta    | Długość  | Liczba stacji |
| - | ------------------------------------------------------- | ---------- | -------- | ------------- |
| 1 | Chołodnohirśko-Zawodśka (ukr. Холодногірсько-Заводська) | 23.08.1975 | 17,3 km  | 13            |
| 2 | Sałtiwśka (ukr. Салтівська)                             | 11.08.1984 | 10,3 km  | 8             |
| 3 | Ołeksijiwśka (ukr. Олексіївська)                        | 06.05.1995 | 11,17 km | 9             |
|   | Ogółem:                                                 |            | 38,77 km | 30            |

### Linia Chołodnohirśko-Zawodśka
- Chołodna Hora (ukr. Холодна гора)
- Wokzałna (ukr. Вокзальна)
- Centralnyj Rynok (ukr. Центральний ринок)
- Majdan Konstytucji (ukr. Майдан Конституції)
- Łewada (ukr. Левада)
- Sportywna (ukr. Спортивна)
- Zawodśka (ukr. Заводська)
- Turboatom (ukr. Турбоатом)
- Pałac sportu (ukr. Палац спорту)
- Armijśka (ukr. Армійська)
- Imeni O. S. Maselśkoho (ukr. Імені О.С. Масельського)
- Traktornyj zawod (ukr. Тракторний завод)
- Industrialna (ukr. Індустріальна)

### Linia Sałtiwśka
- Sałtiwśka (ukr. Салтівська)
- Studentśka (ukr. Студентська)
- Akademika Pawłowa (ukr. Академіка Павлова)
- Akademika Barabaszowa (ukr. Академіка Барабашова)
- Kyjiwśka (ukr. Київська)
- Jarosława Mądrego (ukr. Ярослава Мудрого)
- Uniwersytet (ukr. Університет)
- Istorycznyj muzej (ukr. Історичний музей)

### Linia Ołeksijiwśka
- Peremoha (ukr. Перемогa)
- Ołeksijiwśka (ukr. Олексіївська)
- 23 Serpnia (ukr. 23 Серпня)
- Botanicznyj sad (ukr. Ботанічний сад)
- Naukowa (ukr. Наукова)
- Derżprom (ukr. Держпром)
- Architektora Biekietowa (ukr. Архітектора Бекетова)
- Zachysnykiw Ukrajiny (ukr. Захисників України)
- Metrobudiwnykiw (ukr. Метробудівників)
- Derżawinśka (ukr. Державинська) – planowana
- Odeśka (ukr. Одеська) – planowana

## Tabor

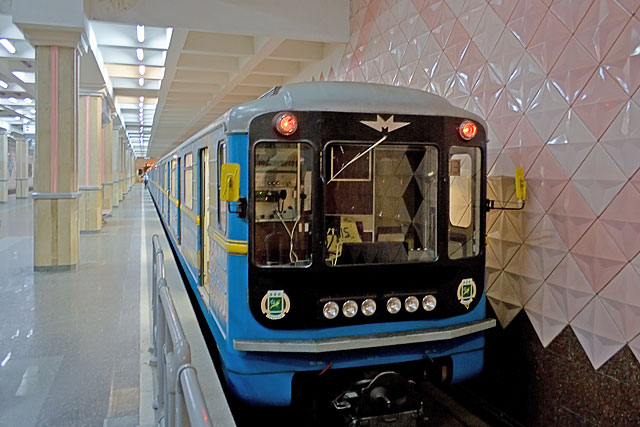
Wagon serii 81-718.2 na stacji 23 Serpnia

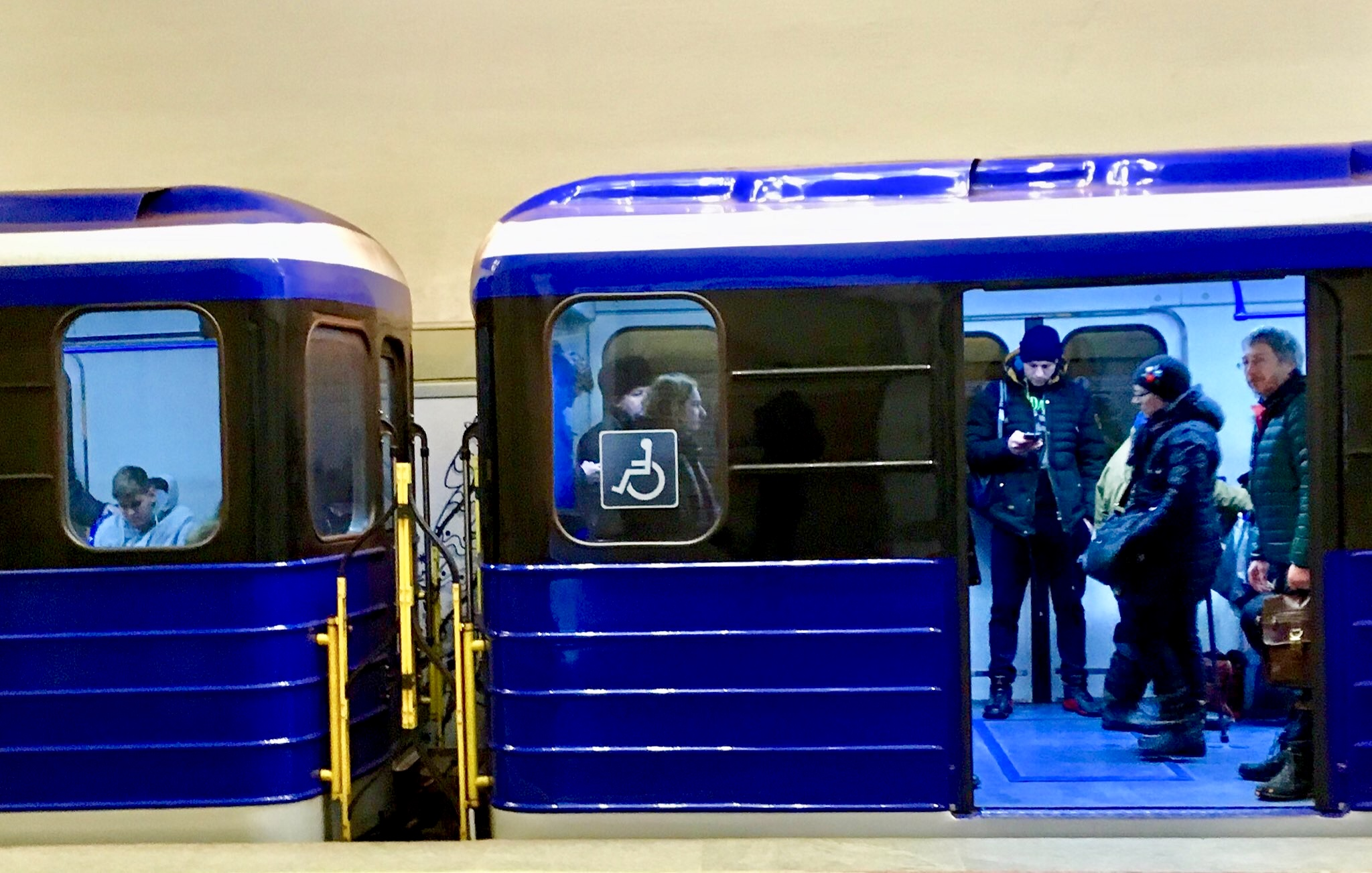
Odnowiony wagon serii Eż3

Tabor metra składa się w większości ze starych pociągów serii 81 wyprodukowanych w Związku Radzieckim. Konkretnie są to wagony typu Еż-3, Еm-508Т i 81-717/714. W 1992 roku metro zakupiło wagony typu 81-718/719, które wyróżniają się nowocześniejszą technologią na tle pierwszych składów.
W lipcu 2015 r. metro otrzymało nowe pociągi typu 81-7036/7037. Kursują one na linii Sałtiwśka od 21 sierpnia 2015 roku.
1 września 2017 r. na linii Chołodnohirśko-Zawodśkiej rozpoczęła się eksploatacja zmodernizowanych wagonów kolejowych typu Eż3 (skład przed remontem pochodził z lat 1974–1975). Zainstalowano nowe części w tym silniki oraz odnowiono wygląd wagonów. Pomimo renowacji i zakupów nowych taborów, w metrze dominują wagony starej radzieckiej konstrukcji.
- Pociąg elektryczny Eż3/Em508T w kolorze «75 lat Wielkiego Zwycięstwa» na linii Chołodnohirśko-Zawodśkiej
- Zmodernizowany pociąg elektryczny serii Eż3
- Nowy pociąg elektryczny serii 81-7036/7037

## Zajezdnie
Metro charkowskie obsługuje dwie stacje techniczno-postojowe.
| Istniejące zajezdnie   | Data Otwarcia    | Linie                                 | Obsługiwany Tabor                              |
| ---------------------- | ---------------- | ------------------------------------- | ---------------------------------------------- |
| Tcz-1 „Nemyszljanśkie” | 30 lipca 1975    | Chołodnohirśko-Zawodśka, Ołeksijiwśka | Еż-3/Еm-508Т, 81-717/714, 81-718/719, 81-710.1 |
| Tcz-2 „Sałtiwśke”      | 10 sierpnia 1984 | Sałtiwśka                             | 81-717/714, 81-7036/7037                       |

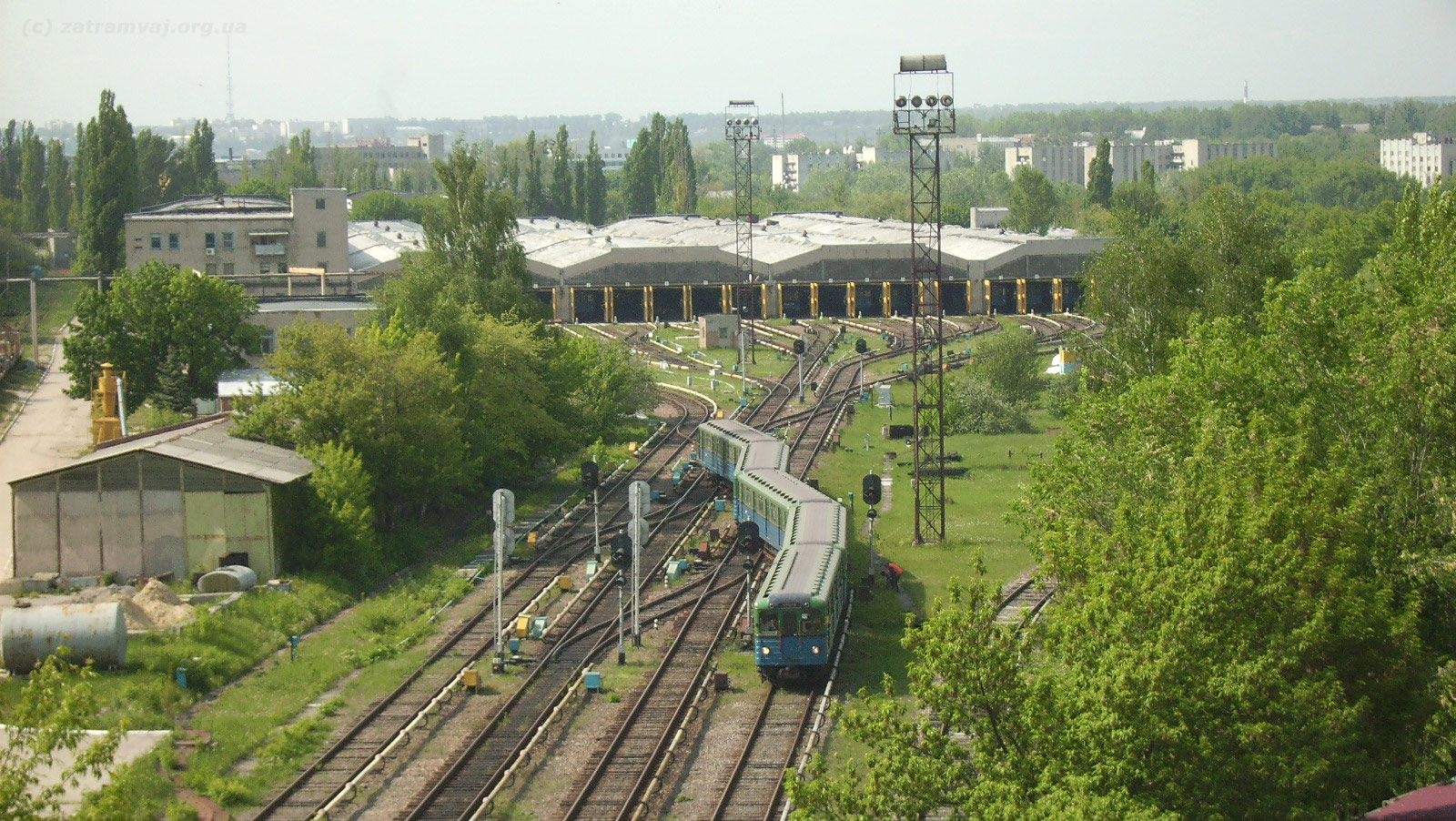
Pociąg Eż3 wyjeżdża z zajezdni Tcz-1 „Nemyszljanśkie”

Planowane jest wybudowanie trzeciej zajezdni „Ołeksijiwśkie”. Będzie się ona znajdować pod ziemią i obsługiwać Oleksijiwśką linię.

## Komunikaty głosowe

### Komunikaty w wagonach
W charkowskim metrze zapowiedzi w wagonach posiadają następujący schemat (przetłumaczony na język polski). W trakcie zamykania drzwi komunikat ogłasza:
- „Uwaga! Drzwi się zamykają. Następna stacja: <Nazwa stacji>.”

Czasem można usłyszeć kontynuację powiadomienia, brzmi ono następująco:
- „Szanowni pasażerowie, ustępujcie miejsca osobom z dziećmi, niepełnosprawnym oraz starszym pasażerom.”

Przy wjeździe na stację wygłaszany jest komunikat:
- „Stacja: <Nazwa stacji>.”

Ponadto, dla stacji z możliwością przesiadki na kolejną linię wygłaszane są informacje o możliwych przesiadkach, przykładowo:
- Dla stacji Uniwersytet: „Stacja: Uniwersytet. Możliwość przesiadki na stację Derżprom aby przejść na linię Ołeksijiwśką.”
- Dla stacji Majdan Konstytucji: „Stacja: Majdan Konstytucji. Możliwość przesiadki na stację Istorycznyj muzej, aby przejść na linię Sałtiwśką.”

Gdy pociąg wjeżdża na końcową stację linii wygłasza komunikat, przykładowo:
- Dla stacji Industrialna: „Stacja Industrialna, końcowa stacja. Szanowni pasażerowie, przy wyjściu z wagonu nie zapomnijcie o swoich rzeczach. Wszystkiego dobrego.”

### Komunikaty na stacjach
Na każdej stacji ogłaszany jest komunikat o wjeździe pociągu na stację. Brzmi on następująco:
- „Szanowni pasażerowie, bądźcie uważni! Na stację wjeżdża pociąg, odsuńcie się od krańca platformy.”

## Plany na przyszłość
Spis stacji, które mają powstać zgodnie z aktualnym planem miasta do 2031 roku.

### Linia Chołodnohirśko-Zawodśka
W zachodniej części miasta:
- Zalutyne (ukr. Залютине)

We wschodniej części miasta:
- Schidna (ukr. Східна)
- Rohanśka (ukr. Роганська)
- Piwdenna (ukr. Південна)

### Linia Sałtiwśka
W południowej części miasta
- Płoszcza Uryćkoho (ukr. Площа Урицького)
- Nowobawarśka (ukr. Новобаварська)
- Nowożanowo (ukr. Новожаново)

W północnej części miasta:
- Drużby Narodiw (ukr. Дружби Народів)

### Linia Ołeksijiwśka
W południowej części miasta:
- Derżawinśka (ukr. Державінська)
- Odeśka (ukr. Одеська)

### Linia Sałtiwśko-Zawodśka
Planowana czwarta linia charkowskiego metra:
- Sełyszcze Żukowśkoho (ukr. Селище Жуковського)
- Hidropark (ukr. Гідропарк)
- Karawan (ukr. Караван)
- Herojiw Praci 2 (ukr. Героїв Праці 2)
- Wałentyniwśka (ukr. Валентинівська)
- Prospekt Traktorobudiwnykiw (ukr. Проспект Тракторобудівників)
- Juwiłejna (ukr. Ювілейна)
- Sałtiwśkie szosse (ukr. Салтівське шоссe)
- 602 mikrorajon (ukr. 602 мікрорайон)
- Krasnodarśka (ukr. Краснодарська)
- Nemyszljanśka (ukr. Немишлянська)
- Imeni O. S. Maselśkoho 2 (ukr. Імені О. С. Масельского 2)

### Najbardziej prawdopodobny kierunek rozwoju metra
Na obecny, 2025 rok, za najbardziej obiecujący kierunek rozwoju metra uważa się rozbudowę wzdłuż alei Aerokosmicznej. Przede wszystkim planowane jest wybudowanie stacji Derżawinśka i Odeśka, które przedłużyłyby Ołeksijiwśką linię w stronę charkowskiego lotniska. Budowa i prace na tym odcinku są kontynuowane mimo inwazji Rosji na Ukrainę.

## Ciekawostki
- Nie wszystkie odcinki metra są zbudowane pod ziemią. Istnieje most zbudowany nad rzeką Charków. Łączy on stacje Kyjiwśka i Akademika Barabaszowa na linii Sałtiwśka[18].
- Najgłębiej położoną stacją charkowskiego metra jest Jarosława Mądrego[19].